# 小泉村 (福島県)
小泉村（こいずみむら）は福島県田村郡にかつて存在した村である。

## 地理
現在の郡山市の中部の阿武隈川の東岸に位置する。

## 歴史

### 村域の変遷
- 1889年（明治22年）4月1日 - 町村制施行により、白岩村・下白岩村・上舞木村・下舞木村・根木屋村・阿久津村・安原村・横川村・山田村・芹沢村・南小泉村・北小泉村が合併し田村郡巌江村が発足。
- 1889年（明治27年）7月23日 - 巌江村の一部（南小泉・北小泉と芹沢の一部）が分立し小泉村が発足。
- 1954年（昭和29年）3月31日 - 小泉村は安積郡富久山町に編入され、消滅。

変遷表
| 1868年 以前 | 1868年 以前  | 明治22年 4月1日 | 明治27年 7月23日 | 昭和29年 3月31日 | 昭和40年 5月1日 | 現在   |
| ----------- | ------------ | --------------- | ---------------- | ---------------- | --------------- | ------ |
|             | 南小泉村     | 巌江村 の一部   | 小泉村 分立      | 富久山町 に編入  | 郡山市          | 郡山市 |
|             | 北小泉村     | 巌江村 の一部   | 小泉村 分立      | 富久山町 に編入  | 郡山市          | 郡山市 |
|             | 芹沢村の一部 | 巌江村 の一部   | 小泉村 分立      | 富久山町 に編入  | 郡山市          | 郡山市 |

## 大字
- 南小泉（みなみこいずみ）
- 北小泉（きたこいずみ）
- 堂坂（どうざか） - 明治27年に芹沢の一部が改称

## 人口・世帯

### 人口
総数 [単位： 人]
| 1920年（大正 9年） | 846 |
| 1935年（昭和10年） | 690 |
| 1947年（昭和22年） | 909 |

### 世帯
総数 [単位： 世帯]
| 1935年（昭和10年） | 125 |
| 1947年（昭和22年） | 148 |